# СКЧФ (футбольный клуб, 1946)
СКЧФ — советский футбольный клуб из Севастополя. Создан в 1946 году. Расформирован в 1971 году.

## Названия
- 1946—1955 — ДОФ
- 1957—1960 — СКЧФ
- 1961—1965 — СКФ
- 1966—1971 — СКЧФ

## Достижения
- 3-е место в финале класса «Б» (1958).
- 1/8 финала Кубка СССР (1964).